# Matt Bellamy
Matthew James Bellamy (født 9. juni 1978) er en engelsk sanger, sangskriver og producer. Han er forsanger, guitarist, pianist og sangskriver i det engelske rockband Muse. Han er kendt for sin excentriske scenepersona og brede tenorambitus.
Bellamy blev født i Cambridge. Hans familie flyttede til Teignmouth i Devon, hvor han dannede Muse med nogle skolekammerater. De udgav deres debutalbum, Showbiz, i 1999. Med Muse har Bellamy vundet to Grammy Awards for bedste rockalbum – for The Resistance (2009) og Drones (2015) – to Brit Awards for Best British Live Act, fem MTV Europe Music Awards og otte NME-priser. På verdensplan har bandet solgt over 30 millioner albums (pr. 2016).
Udover sit arbejde med Muse har Bellamy udgivet solokompositioner, og han udgav en samling af hans solonumre, Cryosleep, i 2021. Han spiller bas i supergruppen Jaded Hearts Club og producerede deres debutalbum, You've Always Been Here (2020).